# 박관호
박관호는 1996년 액토즈 소프트의 개발팀장으로 근무하면서 미르의 전설을 개발하였으며 2000년 2월 위메이드 엔터테인먼트를 설립하여 대표로 취임하였다.
중국 최초로 약75만 동시접속자 기록을 세운 미르의 전설 2를 개발하였으며, 이후 창천 온라인을 개발하여 2006년 출시 하였다. 2019년 현재 위메이드에서 의장을 역임하고 있다.